# Byrsopteryx septempunctata
Byrsopteryx septempunctata är en nattsländeart som först beskrevs av Oliver S. Flint Jr. 1968.  Byrsopteryx septempunctata ingår i släktet Byrsopteryx och familjen smånattsländor. Inga underarter finns listade i Catalogue of Life.